# 小嶋忠
小嶋 忠（こじま ただし、1934年1月16日 - 2007年12月30日）は日本の光学技術者。元コニカ取締役。光ディスク用非球面アクリル製レンズの開発で知られる。

## 経歴
- 1956年3月　金沢大学理学部物理学科卒業。
- 1956年4月　小西六写真工業株式会社（現コニカミノルタ）入社。
- 1969年　同社レンズ設計課長。
- 1979年　同社光学開発部長。
- 1984年11月　同社オプト事業開発グループリーダー。
- 1988年4月　同社オプト事業部長。
- 1989年6月　同社取締役，オプト事業部長。
- 2000年6月～　同社執行役員，オプトテクノロジーカンパニープレジデント。
- 2007年12月30日 前立腺癌のため死去

## 受賞
- 1996年4月 	科学技術庁長官賞受賞。
- 1997年4月 	藍綬褒章受章。
- 1997年10月 	MOC/GRIN Award　受賞

## 関連リンク
- 経歴等の参照
- 業績の参照